# علیرضا کوشکی
علیرضا کوشکی (زادهٔ ۲۶ بهمن ۱۳۷۸) بازیکن فوتبال اهل ایران است که در پست وینگر و مهاجم برای باشگاه فوتبال استقلال در لیگ برتر خلیج فارس بازی می‌کند.

## دوران باشگاهی

### سپیدرود رشت
علیرضا کوشکی در ۲ دی ۱۳۹۶ با نظر امید روانخواه با عقد قراردادی ۱۸ ماهه به باشگاه فوتبال سپیدرود رشت پیوست.

### پیکان تهران
وی ۶ تیر ۱۳۹۷ با عقد قراردادی به باشگاه فوتبال پیکان پیوست و در این تیم با درخشش به پدیده لیگ لقب گرفت. از بهترین لحظات وی با پیکان میشود به گلزنی چیپ به پرسپولیس و سپاهان اشاره کرد.

### فولاد خوزستان
فولاد با پرداخت رضایتنامه به پیکان در ۷ بهمن ۱۴۰۰ کوشکی را با قراردادی یک و نیم ساله به خدمت گرفت.

### گل گهر سیرجان
علیرضا کوشکی در ۱۵ تیر ۱۴۰۲ با قراردادی دوساله به باشگاه فوتبال گل‌گهر سیرجان پیوست. اما پس از یک فصل حضور در این تیم به صورت توافقی جدا شد.

### استقلال تهران
علیرضا کوشکی در ۳۰ تیر ۱۴۰۳ به درخواست جواد نکونام با قراردادی دوساله به باشگاه فوتبال استقلال پیوست.

#### فصل ۰۴–۱۴۰۳
وی در اولین بازی خود برای استقلال، در هفته اول لیگ برتر ۰۴–۱۴۰۳ در مقابل شمس آذر قزوین بازی کرد. کوشکی در بازی های نخستین با پیراهن استقلال عملکرد ضعیفی داشت و مورد انتقاد شدید هواداران استقلال قرار گرفته بود اما در بازی استقلال مقابل الریان قطر در لیگ نخبگان آسیا، پس از مصدومیت مسعود جمعه وارد زمین شد و با عملکرد فوق العاده ای که داشت توانست یک گل و یک گل پاس گل ثبت کند و باعث صعود استقلال به مرحله ی بعدی لیگ نخبگان آسیا شد. درخشش های کوشکی در بازی های بعدی نیز ادامه داشت و توانست تک گل استقلال در مقابل نساجی به ثمر برساند و همچنین در دومین شهرآوردی که تجربه میکرد توانست با پاس گل رامین رضاییان دروازه پرسپولیس را باز کند و نزد هواداران استقلال به محبوبیت و مقبولیت بیشتری دست پیدا کند.

## آمار باشگاهی
| عملکرد باشگاهی | عملکرد باشگاهی | عملکرد باشگاهی | لیگ      | لیگ      | جام      | جام      | قاره‌ای | قاره‌ای | سایر     | سایر     | مجموع | مجموع |
| باشگاه         | لیگ            | فصل            | بازی     | گل       | بازی     | گل       | بازی   | گل     | بازی     | گل       | بازی  | گل    |
| —              | —              | —              | لیگ برتر | لیگ برتر | جام حذفی | جام حذفی | آسیا   | آسیا   | سوپر جام | سوپر جام | مجموع | مجموع |
| -------------- | -------------- | -------------- | -------- | -------- | -------- | -------- | ------ | ------ | -------- | -------- | ----- | ----- |
| سپیدرود        | لیگ برتر       | ۲۰۱۷–۲۰۱۸      | ۲        | ۰        | ۰        | ۰        | –      | –      | –        | –        | ۲     | ۰     |
| مجموع سپیدرود  | مجموع سپیدرود  | مجموع سپیدرود  | ۲        | ۰        | ۰        | ۰        | –      | –      | –        | –        | ۲     | ۰     |
| پیکان          | لیگ برتر       | ۲۰۱۸–۲۰۱۹      | ۱        | ۰        | ۰        | ۰        | –      | –      | –        | –        | ۱     | ۰     |
| پیکان          | لیگ برتر       | ۲۰۱۹–۲۰۲۰      | ۱۴       | ۲        | ۱        | ۱        | –      | –      | –        | –        | ۱۵    | ۳     |
| پیکان          | لیگ برتر       | ۲۰۲۰–۲۰۲۱      | ۱۸       | ۱        | ۰        | ۰        | –      | –      | –        | –        | ۱۸    | ۱     |
| پیکان          | لیگ برتر       | ۲۰۲۱–۲۰۲۲      | ۱۵       | ۴        | ۰        | ۰        | –      | –      | –        | –        | ۱۵    | ۴     |
| مجموع پیکان    | مجموع پیکان    | مجموع پیکان    | ۴۸       | ۷        | ۱        | ۱        | –      | –      | –        | –        | ۴۹    | ۸     |
| فولاد          | لیگ برتر       | ۲۰۲۱–۲۰۲۲      | ۱۰       | ۱        | ۰        | ۰        | ۶      | ۰      | ۱        | ۰        | ۱۷    | ۱     |
| فولاد          | لیگ برتر       | ۲۰۲۲–۲۰۲۳      | ۲۵       | ۱        | ۲        | ۰        | –      | –      | –        | –        | ۲۷    | ۱     |
| مجموع فولاد    | مجموع فولاد    | مجموع فولاد    | ۳۵       | ۲        | ۲        | ۰        | ۶      | ۰      | ۱        | ۰        | ۴۴    | ۲     |
| گل‌گهر          | لیگ برتر       | ۲۰۲۳–۲۰۲۴      | ۲۳       | ۱        | ۴        | ۰        | –      | –      | –        | –        | ۲۷    | ۱     |
| مجموع گلگهر    | مجموع گلگهر    | مجموع گلگهر    | ۲۳       | ۱        | ۴        | ۰        | –      | –      | –        | –        | ۲۷    | ۱     |
| استقلال        | لیگ برتر       | ۲۰۲۴-۲۰۲۵      | ۲۳       | ۲        | ۳        | ۱        | ۷      | ۱      | –        | –        | ۳۳    | ۴     |
| مجموع استقلال  | مجموع استقلال  | مجموع استقلال  | ۲۳       | ۲        | ۳        | ۱        | ۷      | ۱      | –        | –        | ۳۳    | ۴     |
| مجموع آمار     | مجموع آمار     | مجموع آمار     | ۱۳۱      | ۱۲       | ۱۰       | ۲        | ۱۳     | ۱      | ۱        | ۰        | ۱۵۵   | ۱۵    |

## افتخارات

### فولاد
- سوپر جام
  - قهرمان (۱): ۱۴۰۰

### استقلال
- جام حذفی
  - قهرمان (۱): ۰۴–۱۴۰۳